# إهمال الأطفال

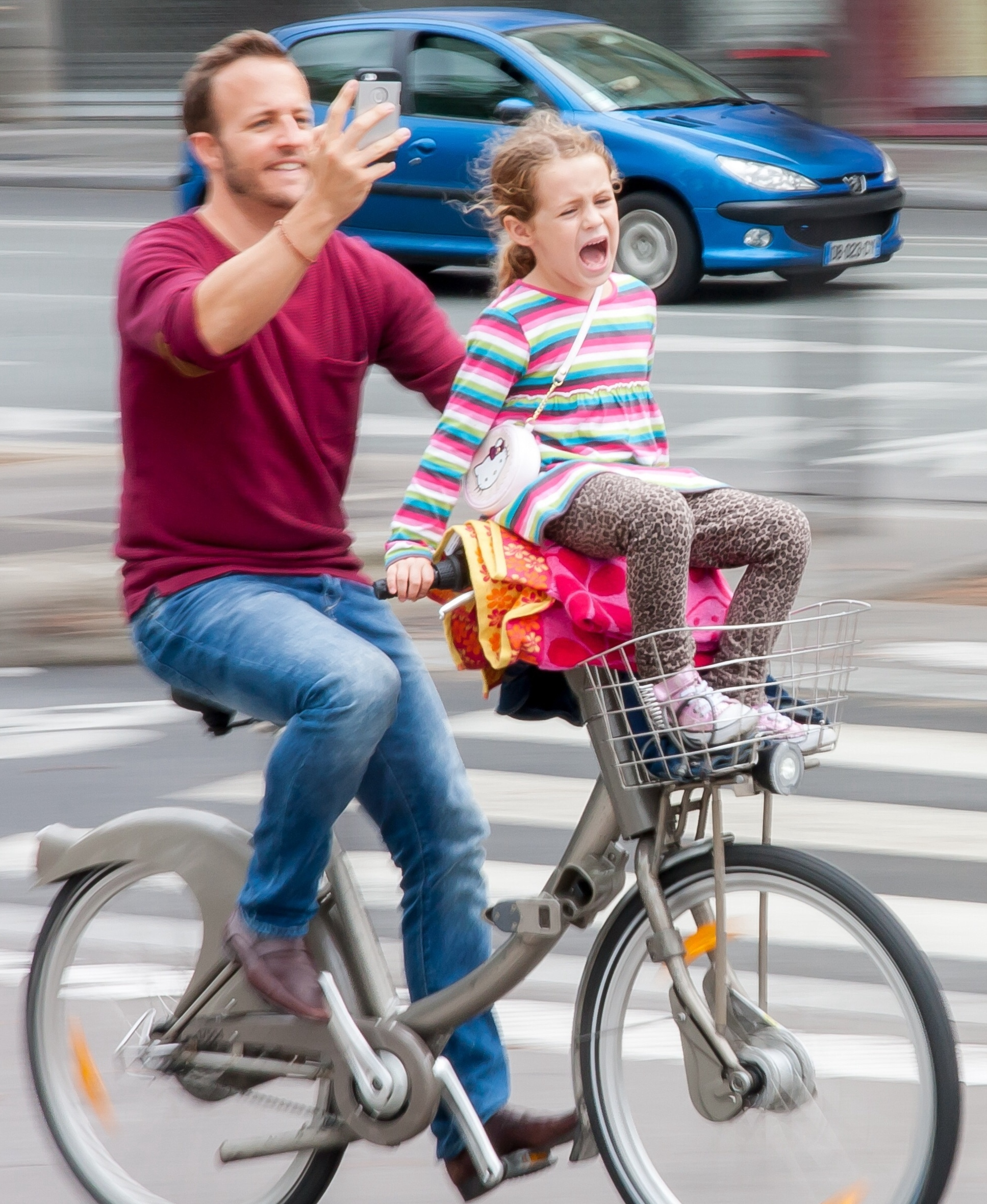
اهمال واضح للطفل

إهمال الأطفال والذي يتضمن مفهومه عدم وجود شخص مسؤول عن رعاية الطفل وتربيته لحماية صحة الطفل النفسية والجسدية والسلامة العامة، كما يشمل الفشل المستمر في تلبية احتياجات الطفل الأساسية المادية و/أو النفسية مما تؤدى إلى وهن خطير في الصحة و/أو النمو؛ بالإضافة إلى أعمال التكليف، سواء أكانت الغاية فيها ضرر ظاهري للطفل أم لا.

## مفاهيم
الإهمال هو أمر بالغ الصعوبة حيث لم يعد هناك معايير عبر الثقافات واضحة، لممارسات تربية الطفل الملائمة المرغوب بها. وتبين البحوث ان الإهمال غالباً ما يتواجد مع غيره من أشكال سوء المعاملة والشدائد. بينما الإهمال عموما يشير إلى غياب الرعاية الأبوية، والفشل المزمن لتلبية الاحتياجات الأساسية للأطفال، وتحديد تلك الاحتياجات لم تكن واضحة. قد يعرف الإهمال على النحو التالي:
- الفشل المستمر لتلبية احتياجات الطفل الأساسية المادية و/أو النفسية، من المرجح أن يؤدي إلى ضعف في صحة الطفل أو نموه. إن الإهمال قد يحدث أثناء الحمل نتيجة لتعاطي الأمهات المخدرات. بمجرد ولادة الطفل، قد تنطوي على إهمال أحد الوالدين أو المقدم على الرعاية في فشلهِ لتوفير ما يكفي من الغذاء والكساء والمأوى (بما في ذلك الاستبعاد من المنزل أو التخلي)، وحماية الطفل من الضرر البدني والنفسي أو الخطر، وضمان الإشراف الملائم (بما في ذلك الاستخدام غير المناسب لمقدمي الرعاية)، أو ضمان الحصول على الرعاية الطبية المناسبة أو العلاج. قد تشمل أيضا إهمال أو عدم الاستجابة لاحتياجات الطفل العاطفية الأساسية.

## الأنواع
في الممارسة العملية، إهمال الأطفال يتنوع ويتراوح من ردود الفعل على المدى القصير إلى الإهمال المزمن والحاد. وفيما يلي أنواع إهمال الأطفال (وليس التعاريف القانونية):
الفشل في التوفير المادي
الإهمال العاطفي
الإهمال الطبي / طب الأسنان
الإهمال التعليمي
الفشل في تعيين الإشراف الملائم
التعرض لبيئات عنيفة، زيادة على إهمال حقهم في التمدرس والتكوين العلمي.

## الأسباب
أسباب إهمال الأطفال معقدة ويمكن أن تعزى إلى ثلاثة مستويات مختلفة؛ داخل الشخص نفسه، وعلى المستوى الشخصي أو العائلي وعلى المستوى الاجتماعي أو الإيكولوجي. وعلى الرغم من تنوع أسباب الإهمال، والدراسات تشير إلى أنه من بين الأمور الأخرى: مشاكل الصحة العقلية للأبوين، وتعاطي المخدرات، والعنف المنزلي، والبطالة، والفقر. هي العوامل التي تزيد من احتمال وقوع الإهمال. والأطفال الذين ينتجون عن حالات حمل غير مقصودة هم أكثر عرضة للمعاناة من سوء المعاملة والإهمال، بل هي أيضا أكثر احتمالا للعيش في حالة فقر. وغالبا ما تواجه الأسر المهملة العديد من العوامل السلبية.
على الصعيد الداخلي للشخصية، والنقاش حول خصائص الوالدين المهملين غالبا ما نركز على الأمهات، والتي تعكس المفاهيم التقليدية للمرأة بوصفها من مقدمي الرعاية الأولية للأطفال. «سمات الإهمال» وقد تضمنت عدم القدرة على التخطيط، وانعدام الثقة حول المستقبل، وصعوبة إدارة المال، وعدم النضج العاطفي، وعدم معرفة احتياجات الأطفال، وكثرة الأطفال، ولأن الأم في سن المراهقة، ومستويات عالية من التوتر والظروف الاجتماعية والاقتصادية السيئة. وهنالك علاقة بين المشاكل الصحية النفسية، وخاصة الاكتئاب، مع عدم قدرة أحد الوالدين لتلبية احتياجات الطفل. وبالمثل، يعتقد إساءة استعمال المواد المخدرة تلعب دورا حاسما في تقويض قدرة الأم على التعامل مع مسؤوليات الوالدين. في حين أن الأب يركز وبشكل كبير على الأمهات، ودور الآباء في الإهمال، فضلا عن تأثير غيابهم لا يزال بشكل كبير غير مكتشف. لا يزال هناك القليل يعرف حول ما إذا كان اهمال الآباء والأمهات مختلف وكيف يؤثر ذلك على الأطفال. وبالمثل، لا يعرف الكثير حول ما إذا كانت الفتيات والفتيان يجربون الإهمال بشكل مختلف. ومزيد من البحوث في هذا المجال، والتحليل الجنسي للإهمال يمكن ان يكون مفيد.
على الصعيد الشخصي أو العائلي، هنالك عددا كبيرا من العائلات المهملة تترأسها الأم الوحيدة أو أن يكون لها ذكر عابر. كما تم ذكر العلاقات غير المستقرة وغير المؤذية على انها تزيد من مخاطر إهمال الأطفال. اثر العيش مع العنف المنزلي على الأطفال كثيرا مايشمل إما العنف المباشر أو الإجبار على مشاهدة العنف، التي من المحتمل ان تكون ضارة جدا للأطفال. على الرغم من أن وزارة الصحة للمملكة المتحدة تربط بين تعرض الأطفال للعنف المنزلي إلى فشل الوالدين لحمايتهم من الأذى العاطفي، وقد ركز مفهوم «عدم الحماية» في المقام الأول على عاتق الوالدين المساءين لاطفالهم، وعادة الأم، التي غالبا ما تكون نفسها في خطر كبير. والإصلاح في الآونة الأخيرة الذي قد أدخل للعنف المنزلي، واعمال الجريمة والضحايا (2004) قدمت جريمة جديدة تتسبب في وفاة أو السماح لطفل أو بالغ مكره بالوفاة، مما يعزز مفهوم «عدم الحماية». البحوث التي أجريت بشأن العنف المنزلي، ومع ذلك، أظهرت باستمرار أن دعم الوالد غير المؤذي هو جيد لحماية الطفل. هناك بعض المؤشرات على طبيعة الإهمال الدوري وبين الأجيال. وأظهرت دراسة عن الإساءة منذ الطفولة ومشاعر الطفل الحساسة في وقت لاحق بأن الأمهات اللاتي لديهن تاريخ مع سوء المعاملة ترتفع لديهن مؤشرات عدم الاكتراث لمشاعر القاصرين أكثر من الأمهات اللاتي ليس لديهن تاريخ مع سوء المعاملة. على الرغم من أن الكتابات تشير إلى أن الآباء المهملين قد يكونوا متضررين من تجاربهم السابقة الخاصة، إلا أنه لا بد من المزيد من الأبحاث لاستكشاف العلاقة بين التجارب الماضية لسوء المعاملة وبين سلوكيات الوالدين المهملين.
على الصعيد الاجتماعي أو الإيكولوجي، وكثيرا ما ربط بين الفقر والإهمال. دراسة سوء المعاملة NSPCC تدعم ارتباط الإهمال بالطبقة الاجتماعية والاقتصادية الدنيا. وقد أظهرت الدراسات أن الأسر الأميركية الأقل ثراء من المرجح أن تسيء معاملة أطفالها، وخاصة على شكل إهمال وسوء معاملة جسدية، أكثر من الاسر الأثرياء. قد يربط البعض كون الكثير من أشكال الإهمال البدني، مثل الملابس غير الكافية، والتعرض للمخاطر البيئية والصحية السيئة تعزى مباشرة إلى الفقر في حين أن البعض الآخر أكثر حذرا في اتخاذ جود صلة مباشرة. وبينما يٌعتقد ان الفقر يؤدي إلى زيادة احتمال وقوع الإهمال، فمن المهم تسليط الضوء على أن الفقر لا يحدد الإهمال المسبق. العديد من الأسر ذات الدخل المنخفض ليسوا مهملين بل يقوموا بتوفير منازل جميلة لأطفالهم. ومع ذلك، عندما يتعايش الفقر مع غيرها من أشكال المحن، يمكن ان يؤثر سلبا على قدرة الأم على التعامل مع الضغوطات وتقويض قدرتها على الاستجابة على نحو كاف لاحتياجات الطفل. ويقول مكشيري أنه ينبغي النظر إلى العلاقة بين الفقر وإهمال الأطفال على انها حلقة دائرية ومترابطة.